# 巴尔瓦拉
巴尔瓦拉（Barwala），是印度哈里亚纳邦Hisar县的一个城镇。总人口33130（2001年）。

## 人口
该地2001年总人口33130人，其中男性17507人，女性15623人；0—6岁人口5472人，其中男3037人，女2435人；识字率56.76%，其中男性为64.96%，女性为47.57%。